# Oryba achemenides
Espèce
Oryba achemenides  est une espèce d'insectes lépidoptères (papillons) de la famille des Sphingidae, sous-famille des Macroglossinae, de la tribu des Dilophonotini et du genre Oryba.

## Description
L'envergure des ailes varie de 100 à 120 mm. C'est une espèce grande, au corps épais et aux grands yeux, avec un dessus vert foncé et un dessous orange. La bande marginale de la partie supérieure antérieure de la partie antérieure est beaucoup plus étroite que la distance entre cette zone et le bord distal de la zone trapézoïdale médiane vert olive foncé. Il n'y a pas de bandes distinctes sur le dessus des ailes postérieures. Très semblable à Oryba kadeni mais : antenne plus mince et plus longue ; œil plus petit ; la partie distale de l'abdomen obtuse, sans touffe, et épines plus fines.

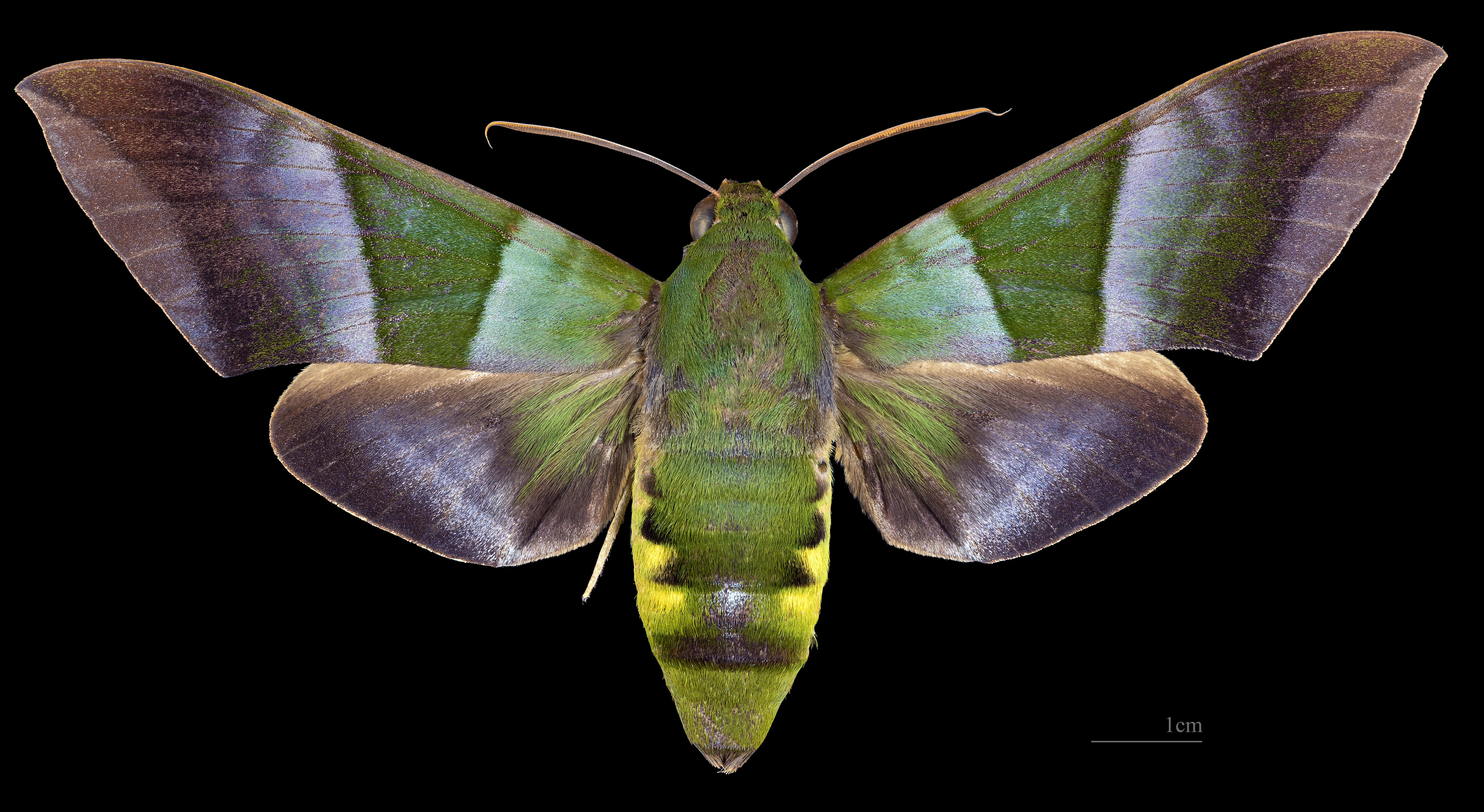
Avers de la femelle (coll.MHNT)
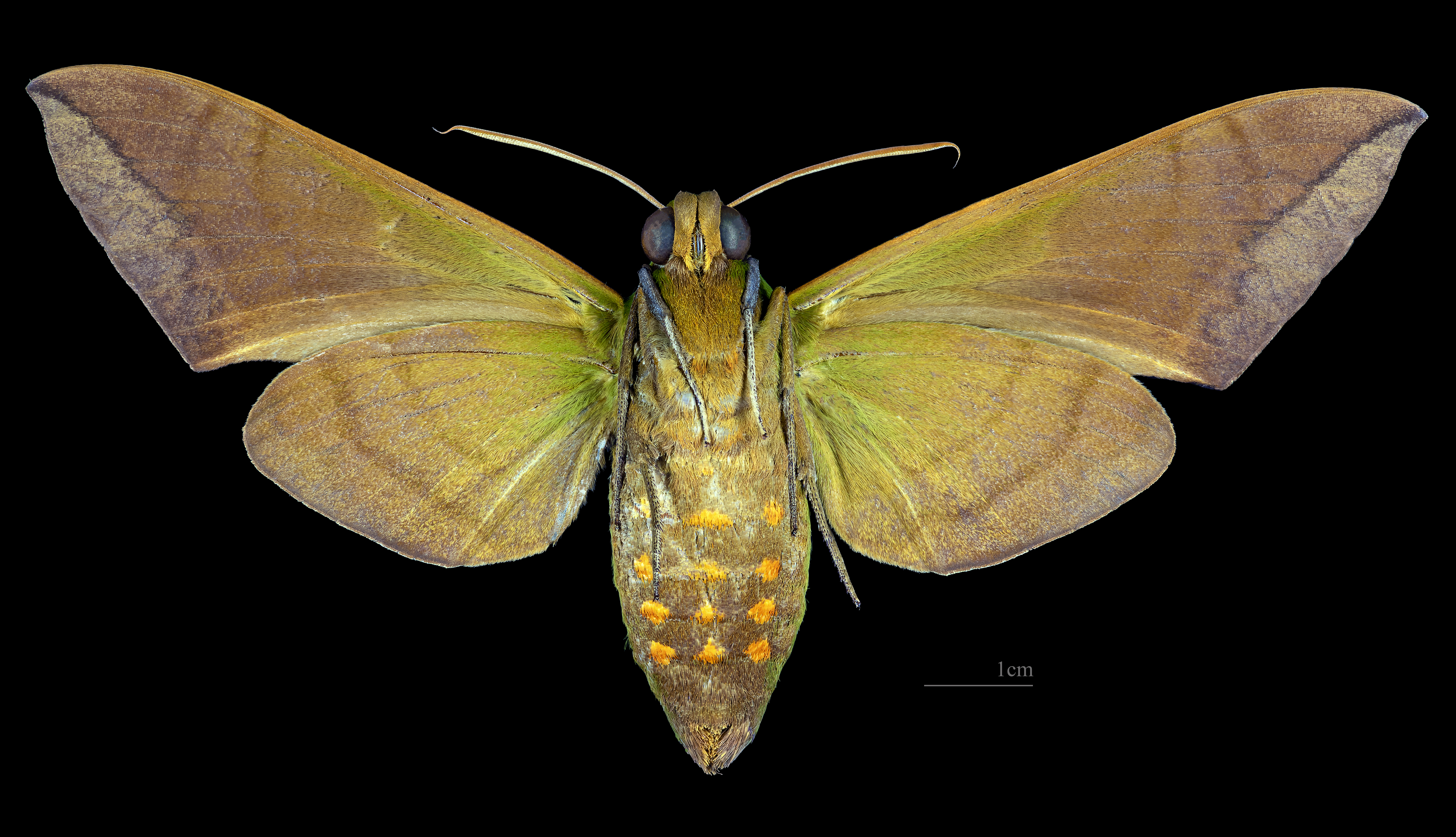
Revers de la femelle (coll.MHNT)

## Distribution
L'espèce est connue en Amérique centrale (en particulier dans le Guatemala, le Costa Rica, le Panama et éventuellement au Belize ), au Brésil , en Bolivie , l' Equateur , au Pérou, au Venezuela et en Guyane.

## Biologie
Il y a probablement plusieurs générations par an.
Les chenilles se nourrissent sur Isertia laevis.

## Systématique
- L'espèce Oryba achemenides a été décrite par l'entomologiste hollandais Pieter Cramer en 1779, sous le nom initial de Sphinx achemenides[1]

### Synonyme
- Sphinx achemenides Cramer, 1779 protonyme
- Oryba robusta Walker, 1856
- Oryba juliane Eitschberger, 2000